# Rio Beta (Olt)
O Rio Beta é um rio da Romênia afluente do Rio Olt, localizado no distrito de Harghita.